# Sullivanův ostrov
Sullivanův ostrov (Sullivan's Island) je ostrov (a zároveň město na něm ležíci) v Charlestonském zálivu v americkém státě Jižní Karolína. Plochý ostrov (nejvyšší bod sahá 4 metry nad hladinu moře) má rozlohu 6,2 km² a žije na něm okolo dvou tisíc obyvatel. Objevil ho v 17. století kapitán Florence O'Sullivan. Ostrov byl důležitým centrem obchodu s otroky.
Na ostrově leží pevnost Fort Moultrie, chránící město Charleston, které leží 14 km západně. O pevnost byly sváděny těžké boje za války za nezávislost i za občanské války. Ostrov spojuje s pevninou otočný most Ben Sawyer Bridge. Sullivan's Island patří k americkým obcím s nejvyššími náklady na bydlení.
Ve Fort Moultrie si odbýval základní vojenskou službu Edgar Allan Poe, který zasadil na Sullivanův ostrov děj svých povídek Zlatý skarabeus a Senzace s balónem.